# Prosopocera nigriscapus
Prosopocera nigriscapus là một loài bọ cánh cứng trong họ Cerambycidae.